# Béni Abbès
Béni Abbès là một đô thị thuộc tỉnh Béchar, Algérie. Dân số thời điểm năm 2002 là 8.85 người.
Beni Abbes là một thị trấn du lịch, có Ksar cũ, một khu rừng cọ và vẻ đẹp của sa mạc Sahara.

## Khí hậu
Béni Abbès có khí hậu sa mạc nóng (phân loại khí hậu Köppen BWh).
| Dữ liệu khí hậu của Béni Abbès          | Dữ liệu khí hậu của Béni Abbès | Dữ liệu khí hậu của Béni Abbès | Dữ liệu khí hậu của Béni Abbès | Dữ liệu khí hậu của Béni Abbès | Dữ liệu khí hậu của Béni Abbès | Dữ liệu khí hậu của Béni Abbès | Dữ liệu khí hậu của Béni Abbès | Dữ liệu khí hậu của Béni Abbès | Dữ liệu khí hậu của Béni Abbès | Dữ liệu khí hậu của Béni Abbès | Dữ liệu khí hậu của Béni Abbès | Dữ liệu khí hậu của Béni Abbès | Dữ liệu khí hậu của Béni Abbès |
| Tháng                                   | 1                              | 2                              | 3                              | 4                              | 5                              | 6                              | 7                              | 8                              | 9                              | 10                             | 11                             | 12                             | Năm                            |
| --------------------------------------- | ------------------------------ | ------------------------------ | ------------------------------ | ------------------------------ | ------------------------------ | ------------------------------ | ------------------------------ | ------------------------------ | ------------------------------ | ------------------------------ | ------------------------------ | ------------------------------ | ------------------------------ |
| Cao kỉ lục °C (°F)                      | 29.0 (84.2)                    | 34.3 (93.7)                    | 37.3 (99.1)                    | 39.6 (103.3)                   | 44.4 (111.9)                   | 46.8 (116.2)                   | 47.8 (118.0)                   | 47.0 (116.6)                   | 44.4 (111.9)                   | 39.0 (102.2)                   | 33.8 (92.8)                    | 28.1 (82.6)                    | 47.8 (118.0)                   |
| Trung bình ngày tối đa °C (°F)          | 17.7 (63.9)                    | 21.2 (70.2)                    | 24.5 (76.1)                    | 28.3 (82.9)                    | 33.2 (91.8)                    | 39.0 (102.2)                   | 41.9 (107.4)                   | 41.5 (106.7)                   | 36.6 (97.9)                    | 29.5 (85.1)                    | 22.9 (73.2)                    | 17.8 (64.0)                    | 29.5 (85.1)                    |
| Trung bình ngày °C (°F)                 | 11.0 (51.8)                    | 14.4 (57.9)                    | 17.9 (64.2)                    | 21.7 (71.1)                    | 26.5 (79.7)                    | 31.8 (89.2)                    | 34.9 (94.8)                    | 34.6 (94.3)                    | 30.1 (86.2)                    | 23.2 (73.8)                    | 16.7 (62.1)                    | 11.6 (52.9)                    | 22.9 (73.2)                    |
| Tối thiểu trung bình ngày °C (°F)       | 4.3 (39.7)                     | 7.6 (45.7)                     | 11.3 (52.3)                    | 15.0 (59.0)                    | 19.8 (67.6)                    | 24.6 (76.3)                    | 27.9 (82.2)                    | 27.6 (81.7)                    | 23.5 (74.3)                    | 16.8 (62.2)                    | 10.4 (50.7)                    | 5.2 (41.4)                     | 16.2 (61.1)                    |
| Thấp kỉ lục °C (°F)                     | −5.0 (23.0)                    | −1.8 (28.8)                    | 2.0 (35.6)                     | 2.0 (35.6)                     | 9.0 (48.2)                     | 13.4 (56.1)                    | 13.5 (56.3)                    | 18.3 (64.9)                    | 11.0 (51.8)                    | 4.0 (39.2)                     | 0.0 (32.0)                     | −1.8 (28.8)                    | −5.0 (23.0)                    |
| Lượng Giáng thủy trung bình mm (inches) | 3.1 (0.12)                     | 1.9 (0.07)                     | 1.6 (0.06)                     | 2.4 (0.09)                     | 2.3 (0.09)                     | 0.4 (0.02)                     | 0.5 (0.02)                     | 1.1 (0.04)                     | 1.9 (0.07)                     | 8.6 (0.34)                     | 6.7 (0.26)                     | 6.1 (0.24)                     | 36.6 (1.42)                    |
| Độ ẩm tương đối trung bình (%)          | 43.2                           | 36.3                           | 29.2                           | 25.0                           | 22.7                           | 18.3                           | 15.5                           | 18.0                           | 24.8                           | 34.2                           | 40.1                           | 46.7                           | 29.5                           |
| Nguồn 1: NOAA                           |                                |                                |                                |                                |                                |                                |                                |                                |                                |                                |                                |                                |                                |
| Nguồn 2: climatebase.ru                 |                                |                                |                                |                                |                                |                                |                                |                                |                                |                                |                                |                                |                                |